# Кок

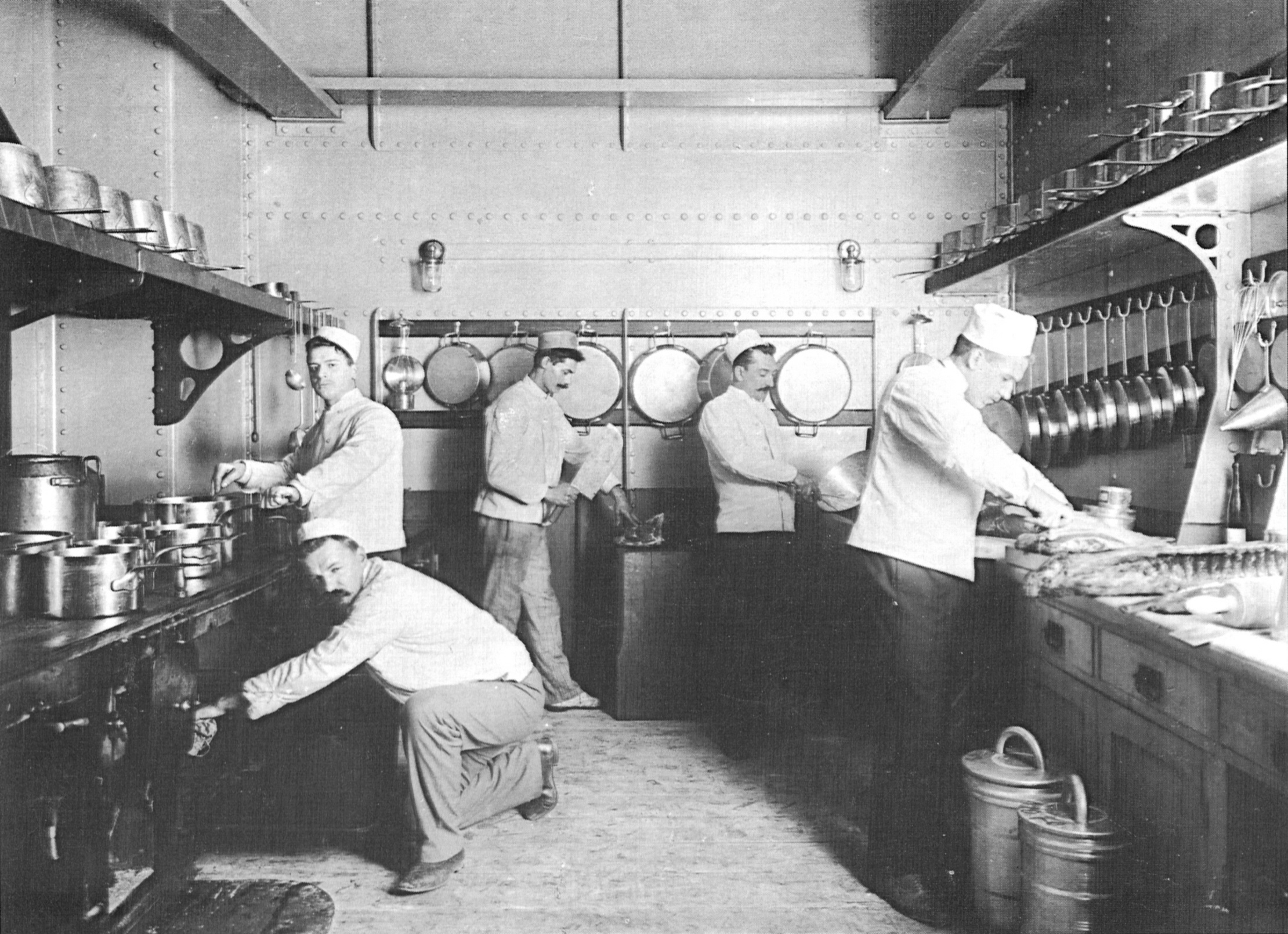
Коки на камбузе корабля в 1905 году

Кок (от нидерл. kok — «(корабельный) повар», от лат. coquus) — судовой повар (офицерский или командный), специальное звание матроса-мастерового, готовящего пищу на военных кораблях.
В начале XVII века при создании регулярного флота, слово «кок» было заимствованно в русский язык через голландский, произошедшее из латинского.

## История
При создании регулярного морского флота России многие его элементы были заимствованы во флотах ведущих государств мира (того периода времени), в том числе и термины, так появилось и слово «кок» в русском языке. В Русском флоте существовали специальные звания матроса-мастерового, готовящего пищу на военных судах (офицерский кок и командный кок). В соответствии со специальными званиями кока, наравне с конопатчиком, ложником, плотником, парусником и оружейником, получал денежное содержание, несколько превышающее жалованье матроса 1-й статьи в месяц:
- береговое — 1 рубль 25 копеек (вместо 1 рубля);
- морское — 2 рубля 40 копеек (вместо 75 копеек)[5].

### ВУС
Кок выполняет поставленные ему задачи по обеспечению горячим питанием всего личного состава корабля (судна), береговой воинской части или более крупного объединения ВМФ ВС России.
ВУС-869569К — повар плавсостава, ВУС-869569А — повар сухопутных войск и береговых частей флота.
Штатное воинское звание — матрос, старший матрос. В береговых частях флота коки могут быть женщинами-военнослужащими, либо гражданским персоналом Минобороны России.
Для овладения специальностью, необходимо начальное (или среднее) профильное образование. Для назначения на должность, необходимо пройти специальную подготовку в учебных отрядах (школах младших специалистов) ВМФ ВС России. Помимо основных приёмов готовки пищи, кок должен чётко знать нормы снабжения и раскладки, а также уметь готовить пищу на промышленном варочном оборудовании.
В большинстве случаев на камбузе (в варочном цеху) работает бригада узких специалистов во главе со старшим коком (старшим смены). Коки, так же как и их сухопутные коллеги, заняты непосредственно приготовлением пищи, а старший кок осуществляет общее руководство и несёт всю полноту ответственности за обеспечение пищей военнослужащих воинского коллектива с учётом особенностей службы каждого военнослужащего и фактической текущей обстановкой. Для исключения случаев недодачи нормы или перерасхода продуктов накануне командиры подразделений подают заявки на питание. Для выполнения вспомогательных низкоквалифицированных работ (доставка и загрузка продуктов, чистка овощей, мытьё посуды, уборка производственных помещений) назначают наряд по камбузу. Раздачей пищи по камбузу, а также доставкой за его пределы заняты вестовые.

## Родственные гражданские специальности и должности
- Повар
- Пекарь
- Кондитер